# 二氧化二氯
二氧化二氯，又称过氧化氯 或一氧化氯二聚体是一种氯的氧化物，化学式ClOOCl。它是大气层中氟利昂参与光化学反应的中间体之一，可由两个一氧化氯自由基结合而形成。它在臭氧层空洞的形成中是重要的。 当被紫外线照射时，二氧化二氯会催化臭氧分解成氧气。

## 形成
二氧化二氯可以由氯气和臭氧被激光或紫外线照射而成。 用于将氯分子分解为原子的激光可以是准分子激光，其波长为248、308或352nm。  二氟二氯甲烷 (CF2Cl2) 也可以成为反应中氯的来源。 微波放电还会将氯分子分解成与臭氧反应来生成二氧化二氯的自由氯原子。 （M是其它原子）
Cl2 + hν → 2Cl
Cl + O3 →  O2 + ClO·
2ClO· + M → ClOOCl + M
ClOOCl + hν → Cl + ClO2
ClO2 + M → Cl + O2

## 性质
二氧化二氯吸收紫外线的最大吸收波长为245nm。它还在较小程度上吸收了更长的波长，最高可达350nm。这一点很重要，因为臭氧吸收的最大波长为300纳米。 
二氧化二氯的 Cl−O 键长为 1.704 Å，而 O−O 键长为1.426 Å 。 ClOO 键角为 110.1°，而 两个Cl−O−O 平面的二面角为 81°。